# مقاطعة ميغس (تينيسي)
مقاطعة ميغس هي مقاطعة في تينيسي، بلغ عدد سكانها 11٬753  نسمة، في 2010، عاصمتها ديكاتور، تبلغ مساحتها 561 كيلومتر مربع.

## الموقع
تشترك في الحدود مع:
- مقاطعة روان (تينيسي)
- مقاطعة برادلي.

## التقسيمات الإدارية
- ديكاتور.